# Indohya napierensis
Espèce
Indohya napierensis est une espèce de pseudoscorpions de la famille des Hyidae.

## Distribution
Cette espèce est endémique du Kimberley en Australie-Occidentale. Elle se rencontre dans la grotte Old Napier Downs Cave dans les monts Napier (en). 

## Description
La femelle holotype mesure 2,69 mm.

## Étymologie
Son nom d'espèce, composé de napier et du suffixe latin -ensis, « qui vit dans, qui habite », lui a été donné en référence au lieu de sa découverte, la grotte Old Napier Downs Cave.

## Publication originale
- Harvey & Volschenk, 2007 : Systematics of the Gondwanan pseudoscorpion family Hyidae (Pseudoscorpiones: Neobisioidea): new data and a revised phylogenetic hypothesis. Invertebrate Systematics, vol. 21, no 4, p. 365-406.